# Sáp

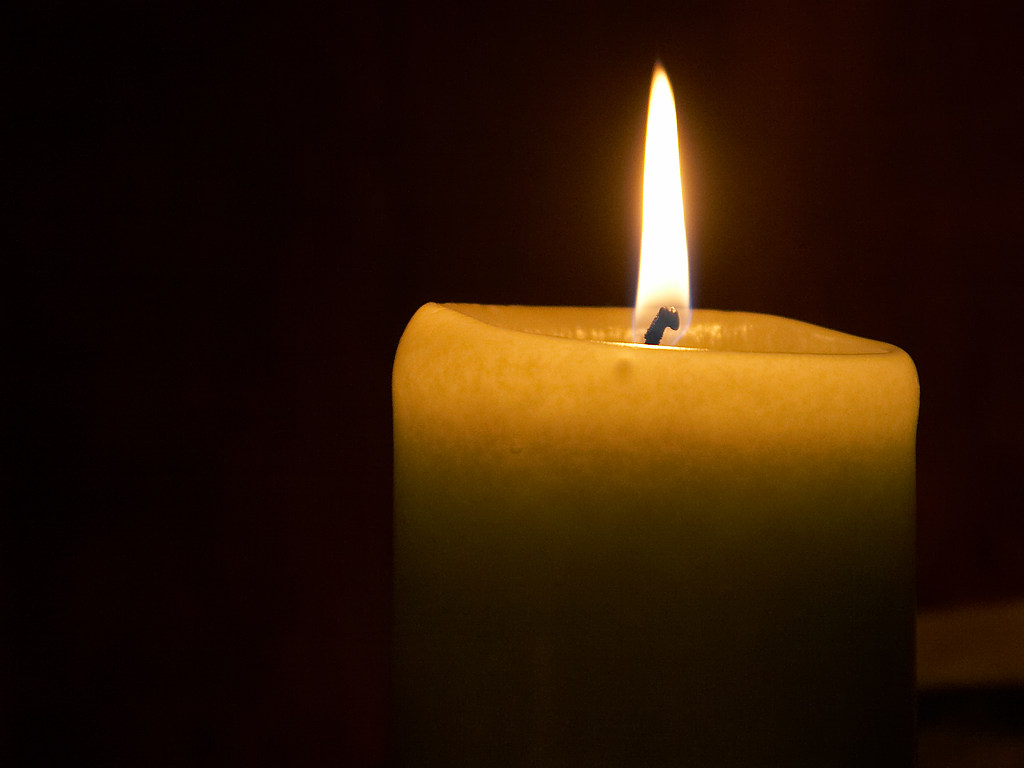
Sáp nến.

Sáp là hợp chất hóa học mềm dẻo ở nhiệt độ phòng, đồng thời là một loại lipid. Sáp là este của các monoancol cao (>= C16) với acid béo (>=C16).(Ví dụ thành phần chính sáp ong là CH3[CH2]14COOCH2[CH2]28CH3 Các loại sáp thường thường nóng chảy ở trên 45 độ C, cho dung dịch có độ nhớt thấp. Sáp không tan trong nước nhưng tan được trong các dung môi hữu cơ không phân cực. Tất cả các sáp đều là hợp chất hữu cơ, cả loại tự nhiên và tổng hợp.